# Bazzania peruviana
Bazzania peruviana là một loài rêu tản trong họ Lepidoziaceae. Loài này được (Nees) Trevis. miêu tả khoa học lần đầu tiên năm 1877.